# McFarlan
McFarlan és una població dels Estats Units a l'estat de Carolina del Nord. Segons el cens del 2000 tenia 89 habitants.

## Demografia
Segons el cens del 2000, McFarlan tenia 89 habitants, 38 habitatges i 24 famílies. La densitat de població era de 36,9 habitants per km².
Dels 38 habitatges en un 23,7% hi vivien nens de menys de 18 anys, en un 50% hi vivien parelles casades, en un 10,5% dones solteres, i en un 36,8% no eren unitats familiars. En el 34,2% dels habitatges hi vivien persones soles el 15,8% de les quals corresponia a persones de 65 anys o més que vivien soles. El nombre mitjà de persones vivint en cada habitatge era de 2,34 i el nombre mitjà de persones que vivien en cada família era de 3,04.
Per edats la població es repartia de la següent manera: un 23,6% tenia menys de 18 anys, un 2,2% entre 18 i 24, un 25,8% entre 25 i 44, un 24,7% de 45 a 60 i un 23,6% 65 anys o més.
L'edat mediana era de 43 anys. Per cada 100 dones de 18 o més anys hi havia 83,8 homes.
La renda mediana per habitatge era de 26.875 $ i la renda mediana per família de 52.917 $. Els homes tenien una renda mediana de 32.188 $ mentre que les dones 15.833 $. La renda per capita de la població era de 17.295 $. Entorn del 16,7% de les famílies i el 14,5% de la població estaven per davall del llindar de pobresa.

## Poblacions més properes
El següent diagrama mostra les poblacions més properes.